# イソトニタゼピン
イソトニタゼピン（英：Isotonitazepyne、N-pyrrolidino isotonitazene）は、強力なオピオイド作用を持つベンゾイミダゾール誘導体で、デザイナードラッグとしてインターネットで販売されている。薬物検査サービスCanTESTによって、2024年9月にオーストラリアで初めて確認され、その後2025年5月にオランダで確認された。in vitroでの効力はモルヒネの約1000倍である。

## 法的位置付け
このセクションはイソトニタゼピンを対象とする法律がある国全ての情報を網羅しているわけではない。

### アメリカ合衆国

#### バージニア州
アメリカ合衆国バージニア州では違法薬物に具体的に指定されている。

### イギリス
2025年1月15日以降、2-ベンジルベンズイミダゾール由来のオピオイドに関する英国の一般的な定義 の対象となる。なぜなら、次のような変更を加えただけでbackboneを含んでいるからである。
- エタンアミンの窒素（側鎖の他の原子を含まない）は環状構造に含まれる。
- ベンジル系のフェニル環は、3個の炭素原子を含むアルコキシ基で置換されている。
- ベンゾイミダゾール系の5位はニトロ基で置換されている。